# جان أريكسون
جان أريكسون (بالسويدية: Jan Eriksson)‏ هو لاعب هوكي الجليد سويدي، ولد في 14 يناير 1958 في Sollefteå ‏ في السويد.

## وصلات خارجية
- جان أريكسون على موقع EliteProspects.com (الإنجليزية)
- جان أريكسون على موقع Eurohockey.com (الإنجليزية)
- جان أريكسون على موقع HockeyDB.com (الإنجليزية)
- جان أريكسون على موقع أوليمبيديا (الإنجليزية)
- جان أريكسون على موقع اللجنة الأولمبية السويدية (السويدية)